# Statine
Pour les articles homonymes, voir Bêta (homonymie).
Les statines (ou inhibiteurs de la HMG-CoA réductase) forment une classe d'hypolipémiants, utilisés comme médicaments pour baisser la cholestérolémie, notamment en maladie cardiovasculaire à cause de leur hypercholestérolémie.
Consommées « par 220 millions de patients à travers le monde », les statines sont parmi les médicaments les plus vendus au monde. Leur efficacité et leur innocuité ont longtemps fait l'objet de controverses, mais elles sont désormais reconnues comme un des traitements les plus efficaces pour diminuer le risque de mort cardiovasculaire.

## Molécules
Les statines comprennent :

Lovastatine, composé isolé chez Aspergillus terreus

- la mevastatine (1976, jamais commercialisée) [4] ;
- la lovastatine (1987), la plus ancienne à avoir été utilisée, désormais quasiment obsolète et extraite de la levure de riz rouge[5] ;
- la pitavastatine (1987) ;
- la simvastatine (1988) ;
- la pravastatine (1991) ;
- la fluvastatine (1994) ;
- l'atorvastatine (1997) ;
- la cérivastatine (1998), retirée du marché en 2001 à cause de ses effets secondaires graves (nombre élevé de cas de rhabdomyolyse avec insuffisance rénale aiguë et décès), en particulier en association avec des fibrates ;
- la rosuvastatine (2003).

## Indications
Ces molécules sont efficaces dans la diminution du taux de cholestérol dans le sang, en particulier le taux de LDL-cholestérol.
Elles diminuent le risque de survenue,, 
(prévention primaire, en particulier en cas d'insuffisance rénale chronique débutante) ou de récidive (prévention secondaire) de maladies résultant du rétrécissement ou de l'occlusion d'artères (infarctus du myocarde, angine de poitrine, artériopathie oblitérante des membres inférieurs, accident vasculaire cérébral). Cet effet est objectivable quel que soit le niveau de cholestérol initial : si ce dernier est normal ou bas, l'administration de statines diminue encore le taux de LDL-cholestérol ainsi que le risque cardiovasculaire. La réduction du risque concerne cependant essentiellement les accidents cardiaques, le risque de survenue d'accidents neurologiques (accidents vasculaires cérébraux) ne semblant pas significativement modifié,.
Elles pourraient (du moins à forte dose) contribuer à une réduction partielle de l'athérome mais elles semblent augmenter les calcifications des plaques de cette dernière.
Il existe de nombreuses études concernant l'efficacité (ou l'inefficacité) de l'une ou l'autre des statines sur un ou plusieurs paramètres. Il n'est actuellement pas complètement clair si l'éventuelle diminution du risque vasculaire est un effet de « classe » (toutes les statines seraient équivalentes), ou si chaque molécule a un effet propre qui peut donc différer dans son efficacité.
Les statines seraient pour les personnes atteintes d'hypercholestérolémie familiale (forme génétique rare résultant d'une mutation du gène codant le récepteur au LDL) une avancée majeure dans la restauration d'une espérance de vie comparable à celle des personnes non atteintes dans le cadre d'une prévention primaire complète (régime alimentaire, activité physique, contrôle d'autres facteurs de risque cardiovasculaire).
Finalement l'indication des statines a été fixée par différentes recommandations publiées par des sociétés savantes, la dernière datant de 2018, rédigée par l'American College of Cardiology et l'American Heart Association. Les patients cibles sont ceux ayant une maladie cardiovasculaire, ceux porteurs avec une augmentation importante du LDL cholestérol (supérieure à 1,9 g·l-1), les diabétiques et ceux qui ont un risque jugé important de survenue d'une maladie cardiovasculaire, jugée par le calcul des facteurs de risque cardiovasculaire à l'aide d'un score. Les différences essentielles avec les versions précédentes des autres recommandations sont qu'une valeur cible de taux de LDL cholestérol à atteindre est fixée, suivant les cas, à 0,7 g/l. L'utilisation d'un score de risque non testé dans cette indication est possiblement critiquable dans sa mise en œuvre chez des patients autres que ceux pour lesquels il a été initialement conçu.

### Choix d'une statine
Il n'existe pas de mise en évidence flagrante de différence entre les molécules, que ce soit concernant la réduction de mortalité ou de survenue d’événement cardiovasculaire. L'une des seules études compare l'atorvastatine à 80 mg à la pravastatine à 40 mg avec une réduction supérieure du risque cardiaque uniquement lorsque le LDL cholestérol est élevé.
En prévention primaire, une efficacité sur la morbi-mortalité a été prouvée pour la simvastatine, la pravastatine, l'atorvastatine et la rosuvastatine. En prévention secondaire, les statines ayant une efficacité prouvée sur la morbi-mortalité sont la simvastatine, la pravastatine et la fluvastatine. Les autres statines n'ont pas prouvé leur efficacité en ce sens (non pas que les études soient négatives mais surtout parce qu'elles n'ont pas été faites ou publiées).
Les statines les plus anciennes sont les statines sur lesquelles on a le plus de recul, le plus de renseignement au niveau des effets secondaires et celles qui sont disponibles en version générique, les moins chères.
Concernant le critère intermédiaire de la diminution de LDL, l'efficacité semble variable suivant la statine choisie, mais les données proviennent essentiellement d'études séparées et non pas de comparaisons directes entre plusieurs statines sur une même population. Ainsi, à dose maximale usuelle, les statines faisant le plus baisser le LDL sont, par ordre décroissant, la rosuvastatine, l'atorvastatine, la simvastatine, la pravastatine et la fluvastatine. Ceci ne signifie pas qu'une molécule permettant une diminution plus importante du LDL ait un effet plus important sur des critères comme la mortalité ou la survenue d'événements cardiovasculaires, ce qui reste à prouver comme dit plus haut

## Controverses
Certains soulignent que les recommandations anciennes tendant à viser un taux optimal de cholestérol (plus particulièrement sa fraction LDL) par les statines ne sont en fait étayées par aucune étude, ces dernières ayant toujours été réalisées à des doses fixes de statines quel que soit le taux initial de cholestérol, la baisse de ce dernier n'étant pas un objectif. Ce reproche ne peut plus être fait aux recommandations américaines de 2013[Lesquelles ?].
L'intérêt et l'utilité des statines ont été contestés par un certain nombre de chercheurs et de cliniciens, dont le cardiologue Michel de Lorgeril qui dénonce un conflit d'intérêts entre les médecins experts recommandant l'emploi des statines et l'industrie pharmaceutique. Michel de Lorgeril dénonce aussi ce qu'il appelle le « cholestérol delirium », en déplorant que la guerre menée contre le cholestérol occulte les autres facteurs de risque comme notamment le mode de vie, l'alimentation de type occidental et la sédentarité.
Les professeurs Bernard Debré, urologue, et Philippe Even, président de l'institut Necker, affirment en 2012 dans le Guide des 4 000 médicaments utiles, inutiles ou dangereux que les statines sont un médicament sans utilité dans la plupart des cas. Philippe Even déclare dans une interview à ce sujet : « des médicaments qui abaissent le cholestérol sont efficaces, ils abaissent le cholestérol, donc ils sont efficaces, mais ils sont complètement inutiles puisque ça ne sert à rien d'abaisser le cholestérol », Philippe Even explique ainsi que le cholestérol n'aurait pas de rôle dans les maladies cardiovasculaires, ce qui est, précise-t-il, à contre-courant des habitudes prises. Le livre a cependant été très critiqué dans les milieux hospitaliers pour certaines approximations scientifiques mais mieux perçus par les médecins généralistes tels le docteur et blogueur Dominique Dupagne, qui précise toutefois qu'à ses yeux le livre « n'est pas un ouvrage scientifique », ou le professeur Vincent Renard, président du Collège national des généralistes enseignants, malgré, selon lui, « les raccourcis et les incohérences [qui] nuisent à l'objectif et à la crédibilité de l'ouvrage ».
En réponse à ces contestations, la Haute Autorité de santé a publié, en février 2013, un communiqué de presse clarifiant son point de vue après analyse de nombreuses études scientifiques : elle y affirme que le bénéfice des statines en prévention secondaire et dans le cas des patients à haut risque cardiovasculaire en prévention primaire ne peut être remis en question. Elle y admet par ailleurs qu'il a existé en France un « recours abusif aux statines », quand il est fondé sur le seul chiffre du cholestérol ou du LDL cholestérol (déclaré alors abusivement comme « mauvais cholestérol » malgré son rôle physiologique) chez des patients par ailleurs à faible risque, ce qui arrive quand le patient n'a pas d'autre facteur de risque et/ou un HDL-cholestérol élevé, en même temps qu'un « défaut de prescription de statines chez des patients qui le justifieraient ».
Une controverse sur le ratio bénéfice/risque clinique des statines est survenue dans la littérature médicale internationale d'octobre 2013 à mars 2014. Une étude britannique a montré que cette polémique a provoqué une hausse de 11 % dans l'arrêt des traitements au Royaume-Uni, mais que ce phénomène s'est atténué six mois après.
En septembre 2016 leur utilité est « revue à la hausse », dans The Lancet, par le Pr Rory Collins de l'université d'Oxford et 27 chercheurs anglais, américains et australiens qui ont passé en revue les nombreuses études randomisées publiées sur les statines.
En octobre 2016, un documentaire est diffusé sur Arte, Cholestérol, le grand bluff, réalisé par Anne Georget, exposant la thèse que la nocivité du cholestérol aurait été artificiellement établie par des statistiques manipulées et qu'une grande partie des études cliniques serait financée par les laboratoires pharmaceutiques. La Société française de cardiologie, la Société belge d’athérosclérose et l'Association belge des patients souffrant d’hypercholestérolémie familiale, et la Ligue cardiologique belge, — toutes les trois proches de l'industrie pharmaceutique,,, — se sont indignées officiellement de ce « reportage tout à fait déséquilibré » qui « relèverait de la « théorie du complot » menée pour le profit des laboratoires médicaux (la plupart des statines sont depuis devenues génériques) et remettant en cause des observations scientifiques parmi les mieux démontrées en médecine préventive (l'effet protecteur des statines sur la santé cardiovasculaire et sa sécurité sur tous les autres systèmes). L'Association française pour l'information scientifique dénonce également les biais de ce documentaire.
Selon une synthèse de 18 essais randomisés contrôlés publié en 2022, l'effet bénéfique des statines sur la mortalité toutes causes confondues est compris entre 2% et 13% après une utilisation de 1 à 6 ans, mais les 2 essais non financés en partie ou totalement par l'industrie n'indiquent aucun bénéfice.

## Pharmacologie
Son métabolisme est hépatique. Un certain nombre est métabolisé par le biais du cytochrome p450 (lovastatine, simvastatine, atorvastatine, à un moindre degré fluvastatine), ce qui les rend sensibles avec certaines interactions médicamenteuses. Le jus de pamplemousse (contenant de la bergamottine et de la naringinine) pourrait gêner l'action de ces statines, en intervenant sur le cytochrome p450[réf. nécessaire].
Il existe deux types de statines : les hydrophiles et les hydrophobes. Ce sont les secondes qui ont montré la plus grande toxicité (hépatique et musculaire).
Plusieurs gènes (et leurs mutations) influencent l'efficacité des statines sur la réduction du cholestérol sanguin : ce sont essentiellement le HMGCR (codant une enzyme, la 3-Hydroxyl-3-Methylglutaryl Coenzyme A Reductase) et l' APOE. Certaines mutations sur le HMGCR réduisent l'activité de la simvastatine et de la pravastatine mais pas de l'atorvastatine. Une mutation sur l' APOE semble agir sur l'ensemble des statines. Un temps, une allèle du gène KIF6 (codant l'enzyme kinesin-like protein 6) semblait associée à une plus grande efficacité en termes de morbidité et de mortalité cardiovasculaire. Cela n'a pas été confirmé par des études ultérieures,.

### Mode d'action

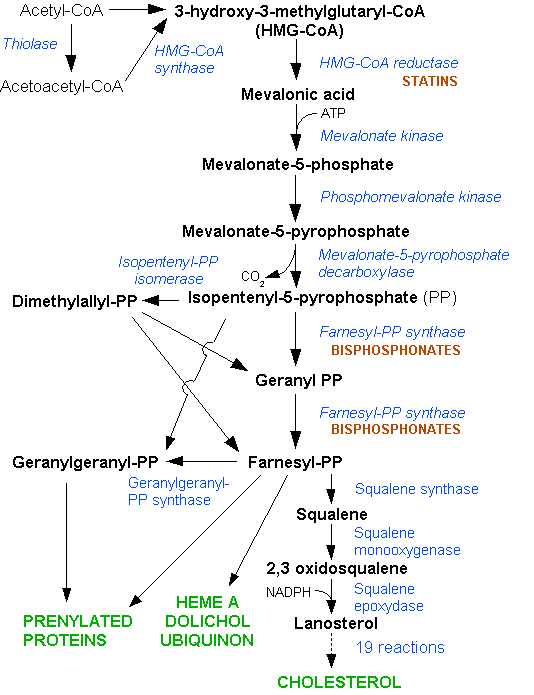
La voie métabolique de l'HMG-CoA reductase

Les statines agissent en diminuant (ou inhibant) la synthèse du cholestérol.
Les autres effets probables seraient une réduction de la progression de la plaque athéromateuse, des marqueurs vasculaires de l’inflammation et une amélioration de la dysfonction endothéliale. Ces effets seraient dus aux propriétés pléiotropes des statines (qui agiraient comme des donneurs de NO ou Oxyde d'azote).
Comme l'indique la figure à droite, les statines inhibent aussi la fabrication d'ubiquinone (ou coenzyme Q10). Cette molécule ubiquitaire est un puissant anti-oxydant, qui intervient entre autres au niveau mitochondrial pour neutraliser les radicaux libres.
Les statines inhibent aussi la fabrication de plusieurs familles de molécules très importantes : les protéines prénylées, les sélénoprotéines, le facteur NF kappa B, la protéine Tau et le dolichol. Cette action à large spectre est très peu étudiée car les statines interviennent sur le système immunitaire et la modification conformationnelle des protéines. Les statines ont ainsi une sorte d'effet immunosuppresseur qui semble diminuer l'inflammation.
Les statines stimulent également l'expression de récepteurs du LDL-cholestérol (LDL-C), ce qui permet d'augmenter la clairance et donc de diminuer la concentration plasmatique du LDL-C[réf. souhaitée].

### Actions liées à d'autres facteurs que le cholestérol
Un effet préventif serait aussi suspecté dans de nombreuses autres maladies, mais sans être formellement démontré. C'est le cas notamment de l'insuffisance cardiaque, dans la prévention des cancers (dont ceux du côlon ou ceux du poumon, de la réduction des fréquences des fractures lors de l'ostéoporose, dans la prévention des thromboses veineuses profondes (phlébites),, ou dans celle de la démence ou de la néphropathie induite par les produits de contrastes iodés.
La réduction suspectée des infections n'a pas été confirmée par la suite.
La multiplicité de ces effets, appelés couramment effets pléiotropes, n'a pas de rapport avec l'action sur le cholestérol. Ils pourraient être dus à des propriétés anti-inflammatoires ou anti-oxydatives. Ils ont tous été notés lors d'études observationnelles qui ne recherchaient pas ce type d'effet et peu dans des essais randomisés. L'hypothèse d'un biais de recrutement (les statines seraient prescrites plus volontiers chez des patients globalement en meilleur état de santé ou avec de meilleures conditions de suivi) a été soulevée.

### Cas de la levure de riz rouge
L'EFSA, organisme européen chargé de délivrer les autorisations d'allégations santé, a reconnu en 2011 une efficacité de la monacoline K de la levure de riz rouge. Cependant, à la suite des signalements d’effets indésirables susceptibles d’être liés à l’utilisation de ces compléments alimentaires à base de levure de riz rouge, l’ANSES (Agence nationale de sécurité sanitaire de l’alimentation, de l’environnement et du travail) s’est auto-saisie en France, en septembre 2012, de l’analyse des risques éventuels liés à leur consommation,. La consommation de ce complément alimentaire est déconseillée par l'ANSM en France en 2013 du fait de ses effets secondaires.

## Précautions d'emploi

### Contre-indications
Les contre-indications qui s’appliquent aux statines valent également pour les suppléments de levure de riz rouge :
- jeunes de moins de 18 ans ;
- personnes très âgée (il s'agit plutôt d'un intérêt préventif moindre chez ces personnes) ;
- personnes consommant beaucoup d'alcool ;
- maladie hépatique évolutive ou insuffisance rénale sévère (réduction des doses plutôt qu'arrêt) ;
- myopathie ;
- hypersensibilité aux statines ;
- perturbation du bilan hépatique (hypertransaminasémie) ;

Il est conseillé à ceux qui souffrent de troubles hémostatiques (saignements fréquents, mauvaise coagulation) d’observer la plus grande prudence.
Il n'y a pas d'effet tératogène démontré. Leur arrêt, durant une grossesse, doit être discuté au cas par cas.

### Effets secondaires
Moins d'une personne sur cinq arrête une statine en raison d'effets secondaires. Parmi ces dernières, neuf sur dix ont pu reprendre à long terme une statine par la suite sans problème. Les problèmes imposant un arrêt définitif de ce type de médicament sont donc rares.
Les principaux effets secondaires sont principalement d'ordre hépatique, musculaire et rénal.

#### Atteinte musculaire
Le mécanisme est essentiellement toxique, dose-dépendant. Dans des cas exceptionnel il peut être auto-immun avec présence d'anticorps anti-Hydroxyméthylglutaryl-CoA réductase.
L'atteinte musculaire se définit par une myopathie (associant douleurs musculaires, une faiblesse, avec ou sans élévation des enzymes musculaires (CPK) pouvant aller, dans des cas extrêmes, jusqu'à un tableau de rhabdomyolyse avec une destruction massive des muscles pouvant conduire à l'insuffisance rénale. Sa prévalence reste faible, avec moins de quelques cas par 10 000 personnes traitées. Ce risque augmente avec la dose prescrite de statines ainsi que lors de certaines interactions avec d'autres médicaments (rôle du cytochrome P450). Il semble également exister un terrain génétique à cette sensibilité musculaire, caractérisé par des mutations sur le gène SLCO1B1 codant une protéine intervenant dans le transport hépatique des statines. L'atteinte musculaire est généralement réversible après l'arrêt du traitement mais peut nécessiter plusieurs mois pour cela. Il n'existe pas de consensus quant à l'utilité d'un dosage systématique des CPK avant la mise en route d'un traitement. Le contrôle du dosage de ce dernier sous statines ne fait pas l'objet de recommandations si le patient reste asymptomatique (ne se plaignant de rien).
Selon une étude publiée en 2012, l’administration de Coenzyme Q10 en parallèle du traitement par statines, réduirait significativement la douleur et la sensibilité des muscles. Néanmoins, comme ce n'est pas étayé par des essais randomisés robustes, elle n'est pas recommandée.
Les douleurs musculaires, sans myopathie objectivée, sont un symptôme fréquent (entre 1 % et 10 % des cas signalés spontanément par les patients à la pharmacovigilance). On considère que la toxicité musculaire dépend de l'importance de la pénétration tissulaire et donc du degré de lipophilie : l'atorvastatine, la lovastatine et la simvastatine sont plus lipophiles que la fluvastatine ; la pravastatine n'est pas lipophile.

#### Atteinte hépatique
L'atteinte hépatique la plus fréquente est la lyse des hépatocytes -, entrainant l'augmentation des ALAT et des ASAT, enzymes hépatiques. Cette élévation survient le plus souvent durant les premières semaines du traitement et est souvent réversible à l'arrêt de ce dernier. En règle générale, une élévation du taux de ces enzymes ne contre-indique pas l'instauration d'un traitement par statine.

#### Diabète
Il semble exister une majoration modérée du risque de survenue d'un diabète, surtout lors d'utilisation de doses importantes de statines.

#### Atteinte rénale
Il existe une association significative entre hospitalisation pour insuffisance rénale aiguë et traitement intensif par des statines : les cohortes comprenaient 2 008 003 patients indemnes de maladie rénale et 59 636 patients porteurs d'une affection rénale chronique. 4 691 hospitalisations pour affection rénale aiguë ont été dénombrées dans le premier groupe ({\displaystyle \approx 0,2\%}) et 1 896 dans le second groupe ({\displaystyle \approx 3,2\%}), c'est-à-dire une fréquence 13,6 fois plus élevée dans le second groupe par rapport au premier. Trois traitements par statine ont été définis comme intensifs : la rosuvastatine ≥ 10 mg/j, l'atorvastatine ≥ 20 mg/j, la simvastatine ≥ 40 mg/j. Les auteurs posent l'hypothèse que la rhabdomyolyse et peut-être le blocage de la production de coenzyme Q10 par les statines sont à l'origine de ces effets secondaires.

#### Autres effets secondaires
Il existe aussi des effets secondaires dus à l'inhibition de la fabrication de la coenzyme Q10, du dolichol, de l'hème A et des protéines prénylées.
Il est décrit des cas isolés de troubles de la mémoire, le plus souvent régressif à l'arrêt et ne récidivant pas à la reprise. Ces troubles ne sont pas retrouvés avec une fréquence supérieure lors d'études randomisées,.
Le risque de cataracte pourrait être augmenté mais ce risque reste discuté.

### Interactions

#### Avec des plantes ou des suppléments
- Les effets des statines peuvent s’ajouter à ceux des plantes et des suppléments qui réduisent le taux de cholestérol.

#### Avec des médicaments
- Les effets des statines peuvent s’ajouter à ceux des autres médicaments abaissant les taux de lipides sanguins.
- Les risques d'atteintes musculaires liées aux statines sont majorés par certains médicaments augmentant les taux sériques des statines (par diminution du métabolisme de la statine en inhibant par exemple le cytochrome P450) : ciclosporine (immunodépresseur), fibrates (hypolipidémiant), macrolides[83], dérivés azolés (surtout le kétoconazole et l'itraconazole), néfazodone (antidépresseur) et inhibiteurs de protéase virale (utilisé pour le traitement du SIDA).
- Les statines déplacent les AVK de leur site de fixation aux protéines plasmatiques, ce qui augmente la fraction libre de l'AVK et augmente le risque hémorragique.

#### Avec des aliments
- Espacer la prise de statine et la consommation de jus de pamplemousse[84] d’au moins deux heures. Il a un effet variable selon la statine, augmentant le risque d'effets secondaires pour l'atorvastatine et la simvastatine, mais ne jouant pas sur la rosuvastatine[85].

## Historique
Akira Endo et Masao Kuroda isolent en 1973 la mévastatine, premier inhibiteur des HMG-CoA réductase, le but étant de trouver un nouvel antibiotique, l'inhibition de cet enzyme pouvant provoquer la mort de certains germes. Cette statine est isolée du milieu de culture des moisissures Penicillium citrinum et Aspergillus terreus, car c'est avec ce composé que les champignons détruisent les membranes des bactéries en les privant de stérols. Le rôle bénéfique de cette molécule pour la réduction du taux de cholestérol a été évoqué par Brown à la fin des années 1970.
La lovastatine a été commercialisée la première par Merck en 1987, suivie par la simvastatine (1988), la pravastatine (1991), la fluvastatine (1994), l'atorvastatine (1997) et la rosuvastatine (2003). La cérivastatine a été introduite en 1998 mais retirée du marché trois ans plus tard en raison d'effets secondaires graves (nombre élevé de cas de rhabdomyolyse avec insuffisance rénale aiguë) et même de décès.
La première étude montrant un bénéfice du traitement chez les coronariens date de 1994. C'est l'étude 4S ("Scandinavian Simvastatin Survival Study" The Lancet, 1994)

## Marché
200 millions de personnes sont sous statines de par le monde, dont trente millions aux États-Unis en 2013. Un quart des Américains de plus de 40 ans sont sous hypolipémiants, les neuf dixièmes de ces derniers étant sous statines en 2012.